# (12118) Mirotsin
(12118) Mirotsin (1999 NC9) – planetoida z pasa głównego asteroid okrążająca Słońce w ciągu 3,44 lat w średniej odległości 2,28 j.a. Odkryta 13 lipca 1999 roku.